# Ramón Colillas
Ramón Colillas (* 1988) ist ein professioneller spanischer Pokerspieler. Er gewann 2019 die PokerStars Players Championship.

## Persönliches
Colillas studierte an der Faculty of Sciences for Physical Activity and Sport. Er lebt in Barcelona.

## Pokerkarriere
Colillas wurde im Alter von 24 Jahren professioneller Pokerspieler. Seine erste Geldplatzierung bei einem Live-Turnier erzielte er im August 2015 beim Main Event der Estrellas Poker Tour in Barcelona. Im Januar 2019 spielte er die PokerStars Players Championship auf den Bahamas. Der Spanier hatte als Ranglistenführender der Campeonato de España de Poker im Vorfeld des Turniers einen sogenannten „Platinum Pass“ erhalten, der zur Teilnahme am eigentlich 25.000 US-Dollar teuren Event berechtigte und zudem Reise- und Hotelkosten deckte. Nach fünf Turniertagen setzte er sich am 10. Januar 2019 im Heads-Up gegen den Franzosen Julien Martini durch und sicherte sich eine Siegprämie von 5,1 Millionen US-Dollar. Mitte Februar 2019 wurde Colillas ins Team PokerStars aufgenommen. Im Juni 2019 war er erstmals bei der World Series of Poker (WSOP) im Rio All-Suite Hotel and Casino am Las Vegas Strip erfolgreich und kam bei vier Turnieren der Variante No Limit Hold’em in die Geldränge. Bei der WSOP 2021 erreichte der Spanier im Main Event den siebten Turniertag und schied dort auf dem mit rund 380.000 US-Dollar dotierten 14. Platz aus. Beim letzten Event der Turnierserie erreichte er den Finaltisch und erhielt knapp 160.000 US-Dollar für seinen vierten Rang. Anfang Mai 2022 beendete Colillas das Main Event der European Poker Tour in Monte-Carlo auf dem mit rund 125.000 Euro dotierten siebten Platz.
Insgesamt hat sich Colillas mit Poker bei Live-Turnieren knapp 6,5 Millionen US-Dollar erspielt.